# Watermeter

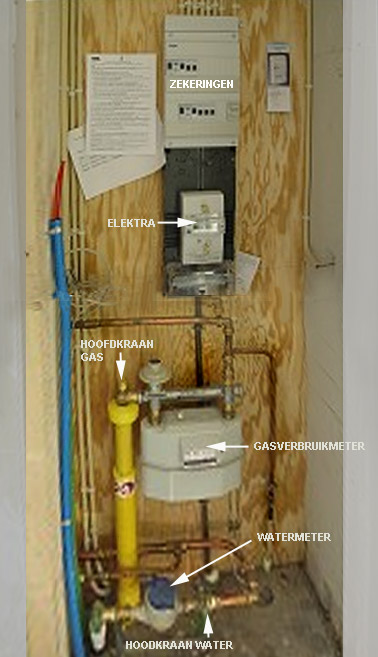
Meterkast met onder andere watermeter

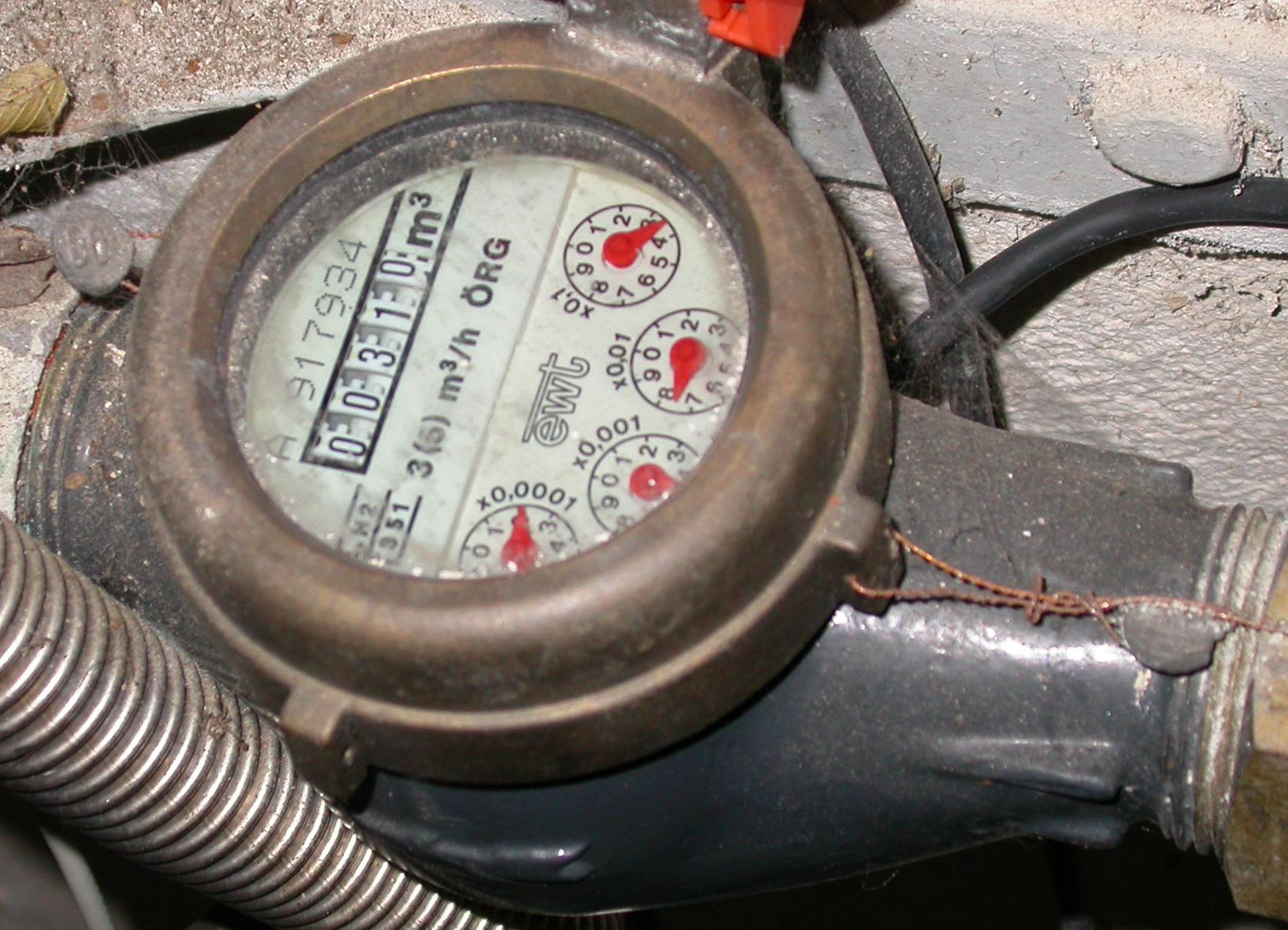
Enkelstraals watermeter

Een watermeter is een meetinstrument om de hoeveelheid water die wordt gebruikt in een pand te meten. De cijfers laten zien hoeveel kubieke meter water verbruikt is; vaak wordt dit gemeten in kubieke meters (m³). Eén m³ water = 1.000 liter water.
De meter wordt geplaatst tussen de aanvoerleiding van het waterleidingbedrijf en de leidingen in het pand. De meter is doorgaans in het pand zelf geplaatst, veelal in de meterkast. In sommige gevallen zit de meter in de kruipruimte of in een zogenaamde 'meterput'. Dit is een kleine ruimte buitenshuis die ongeveer een meter diep (vorstvrij) in de grond zit en met een deksel of luik wordt afgesloten. In Nederland zijn watermeters voorzien van een keerklep of terugstroombeveiliging die ervoor zorgt dat water niet terug kan stromen in het distributienet van het waterbedrijf.
Watermeters worden ook wel toegepast bij bronbemaling voor het meten van de hoeveelheid opgepompt water.

## Technisch
Er bestaan verschillende meetprincipes voor het meten van het debiet:
De bekendste zijn turbinemeters (enkelstraals of meerstraals), waarbij de snelheid van het water een turbine doet draaien. Vandaar dat ze ook snelheidsmeters genoemd worden. Voor industriële toepassingen alsook voor netwerken worden voor grote diameters Woltmann watermeters gebruikt (ook een turbine).
Steeds vaker worden volumemeters gebruikt daar ze veel preciezer zijn en langer meegaan. Bij volumetrische watermeters wordt een welbepaald volume water gemeten (piston dat in een meetkamer draait). In tegenstelling tot een snelheidsmeter is een volumemeter niet afhankelijk van de hardheid van het water.
Een watermeter wordt gedefinieerd in Qn ofwel de nominale doorstroom en een kwaliteitsklasse voor nauwkeurigheid. Dit kan bijvoorbeeld 1,5 tot 1000m³ nominale doorstroom zijn en klasse A, B, C of D. Klasse A heeft het kleinste nauwkeurigheid bereik en D de grootste. Zo heeft elke watermeter een eigen profiel dat de doorstroomcapaciteit en de nauwkeurigheid weergeeft. Dit profiel heeft een zogenaamd aanloop- of transitiegebied waar de meetfout maximaal +/- 5% mag zijn. In het gebied tussen Qt en Qmax (de maximale doorstroom van de meter) mag de meetfout maximaal +/- 2% zijn.